# Vladimir Šuchov
Vladimir Grigorjevič Šuchov (16. srpnajul./ 28. srpna 1853greg., Grajvoron – 2. února 1939, Moskva) byl ruský vědec, architekt a amatérský fotograf. V roce 1891 vynalezl a patentoval přístroj na nepřetržitou frakční destilaci ropy a na nepřetržité získávání plynu jejím štěpením – krakováním. Dne 21. listopadu 1891 získal Šuchov na svůj vynález patent č. 12926. Šuchov také později navrhl první naftové potrubí na světě, lodní tankery na dopravu nafty, uskladňovací zásobníky nafty, naftový hořák apod.
Jeho architektonické realizace zahrnují obchodní dům GUM, Šuchovovu rádiovou věž, Puškinovo muzeum umění (vše v Moskvě) a mnoho dalších staveb a budov.

## Vybrané projekty a realizace

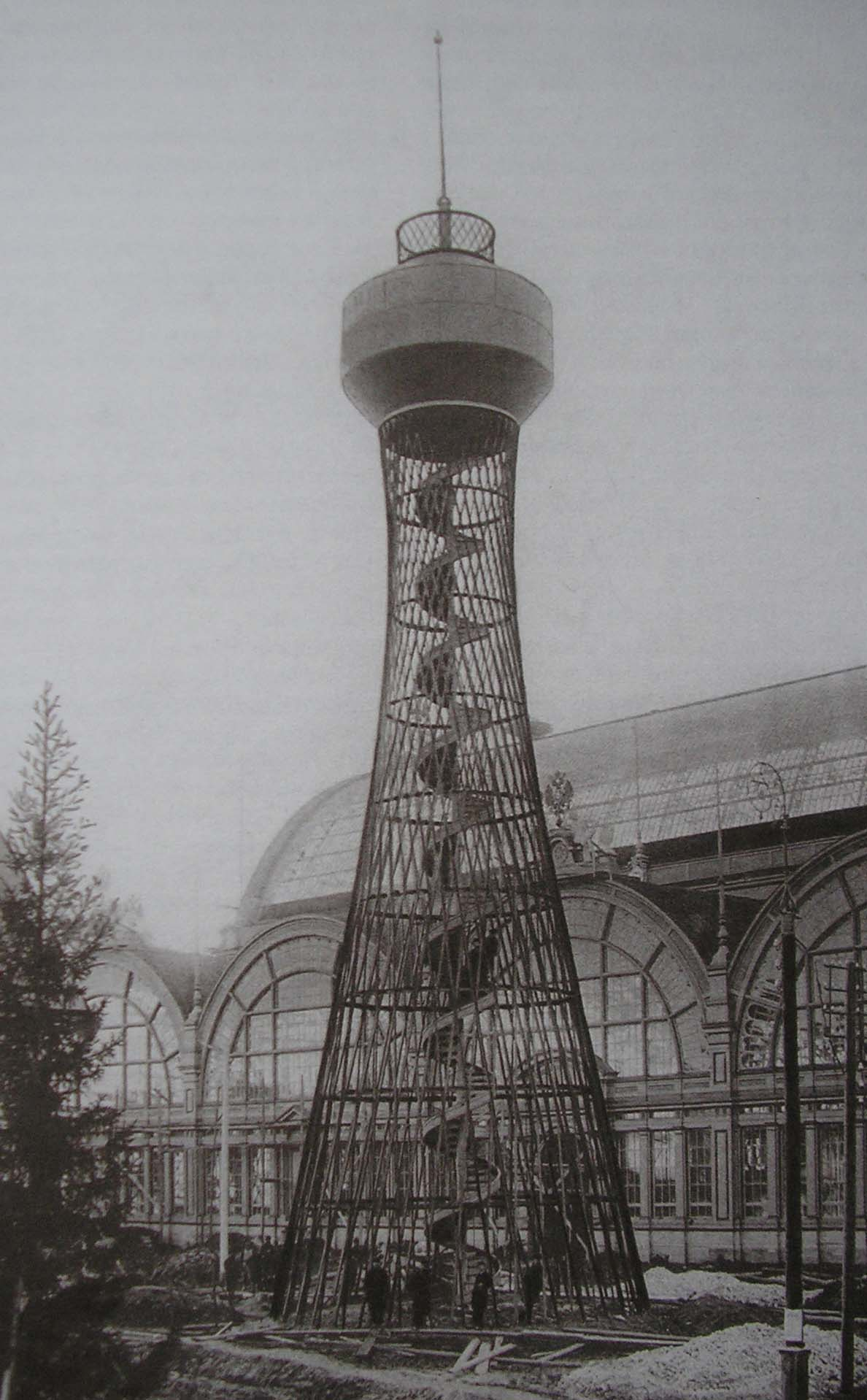
Vodárenská věž 1896

- Vodárenská věž pro všeruskou průmyslovou výstavu v Nižním Novgorodě 1896 - první membránová hyperboloidní věž na světě
- Šuchovova rádiová věž, Moskva, Rusko
- Kyjevské nádraží, Moskva, Rusko
- Šuchovova věž v Krasnodaru, Rusko
- Adžyholský maják, ústí Dněpru, Cherson, Ukrajina
- Puškinovo muzeum umění, Moskva, Rusko
- Šuchovovy věže vysokého napětí na břehu řeky Oky u Nižního Novgorodu. Postaveny 1927–1929. Původně součást linky vysokonapěťového vedení, po roce 2005 zůstala stát už jen jediná věž, 128 m vysoká. Typický zástupce Šuchovova užitého průmyslového designu – konstrukce nesoucí dráty vysokého napětí sestává z pěti na sebe posazených segmentů zborcených hyperboloidů.

### Externí odkazy

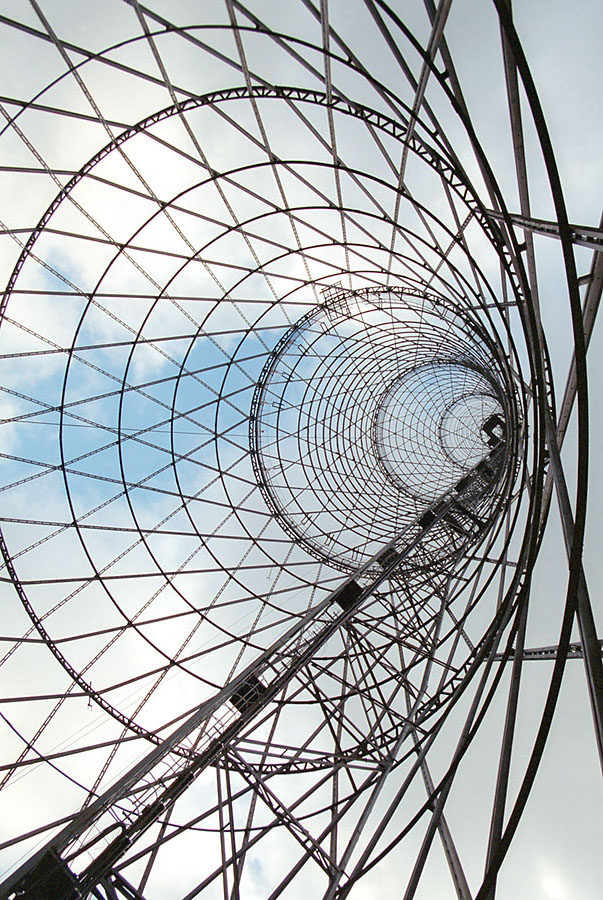
Šuchovova věž na Šabolovce, Moskva, 2006